# الساندرو بودل
الساندرو بودل (انگلیسی: Alessandro Budel؛ زادهٔ ۲۵ فوریهٔ ۱۹۸۱) بازیکن فوتبال اهل ایتالیا است.
از باشگاه‌هایی که در آن بازی کرده‌است می‌توان به باشگاه فوتبال اسپتزیا، باشگاه فوتبال تورینو، باشگاه فوتبال لچه، باشگاه فوتبال پارما، باشگاه فوتبال برشا، باشگاه فوتبال کالیاری، باشگاه فوتبال تریستیانا، باشگاه فوتبال امپولی، باشگاه فوتبال جنوآ، باشگاه فوتبال آ.ث. میلان، و باشگاه فوتبال پرو ورچلی اشاره کرد.
وی همچنین در تیم ملی فوتبال Italy U21 "B" بازی کرده‌است.